# Katowicei Történeti Múzeum
A Katowicei Történeti Múzeum (Muzeum Historii Katowic) 1981-ben nyitott múzeum Lengyelországban, Katowice belvárosában. A múzeumnak egy szecessziós polgárház ad otthont. Két állandó kiállítása közül az egyik a város történetét mutatja be, a másik pedig egy korabeli polgárház két berendezett lakását.

## Épület
Az elegáns, háromemeletes bérházat 1908-ban tervezték, és 1912-ben adták át az akkori Rüttgerstraße 9 szám alatt (a mai J. Szafranka utca). Tulajdonosa egy építkezési cég tulajdonosa, Wilhelm Brieger volt. A házba már az építéskor bevezették a gázt és a vizet, az áramot és a távfűtést; szenet csak a konyhában használtak. 1919-ben Karl Polewka vette meg a házat, 1921-ben pedig Siegmund Arz, egy bielskói textilgyár tulajdonosa.
A ház minden szintjén két lakást alakítottak ki, egy 310 m² és egy 150 m² alapterületűt. Ezeket jól szituált polgárok, többek között orvosok, ügyvédek és üzletemberek bérelték. 1939-ben Anna Grzesik vásárolta meg. A II. világháború után államosították. 1947–1965 között az egyik lakásban élt lánytestvére családjával Elżbieta Korfantowa, Wojciech Korfanty politikus özvegye. A háború utáni első években Stanisław Skrowaczewski karmester is itt élt. 1979-ben jelölték ki az épületet a történeti múzeum céljára; a múzeum, melynek alapítását a városvezetés rendelte el, 1981-ben nyílt meg. 1981–1983 között a bytomi Felső-sziléziai Múzeum részeként működött. 1991-ben nyílt meg az egyik 350 m²-es lakásban a gazdag polgárság életkörülményeit bemutató kiállítás, 1999-ben pedig a jómódú polgárok életét bemutató kiállítás a vele egy szinten lévő 150 m²-es lakásban. A két lakás mellett a múzeum részét képezi a Katowice története 1299-től mostanáig kiállítás is.

## Állandó kiállítások

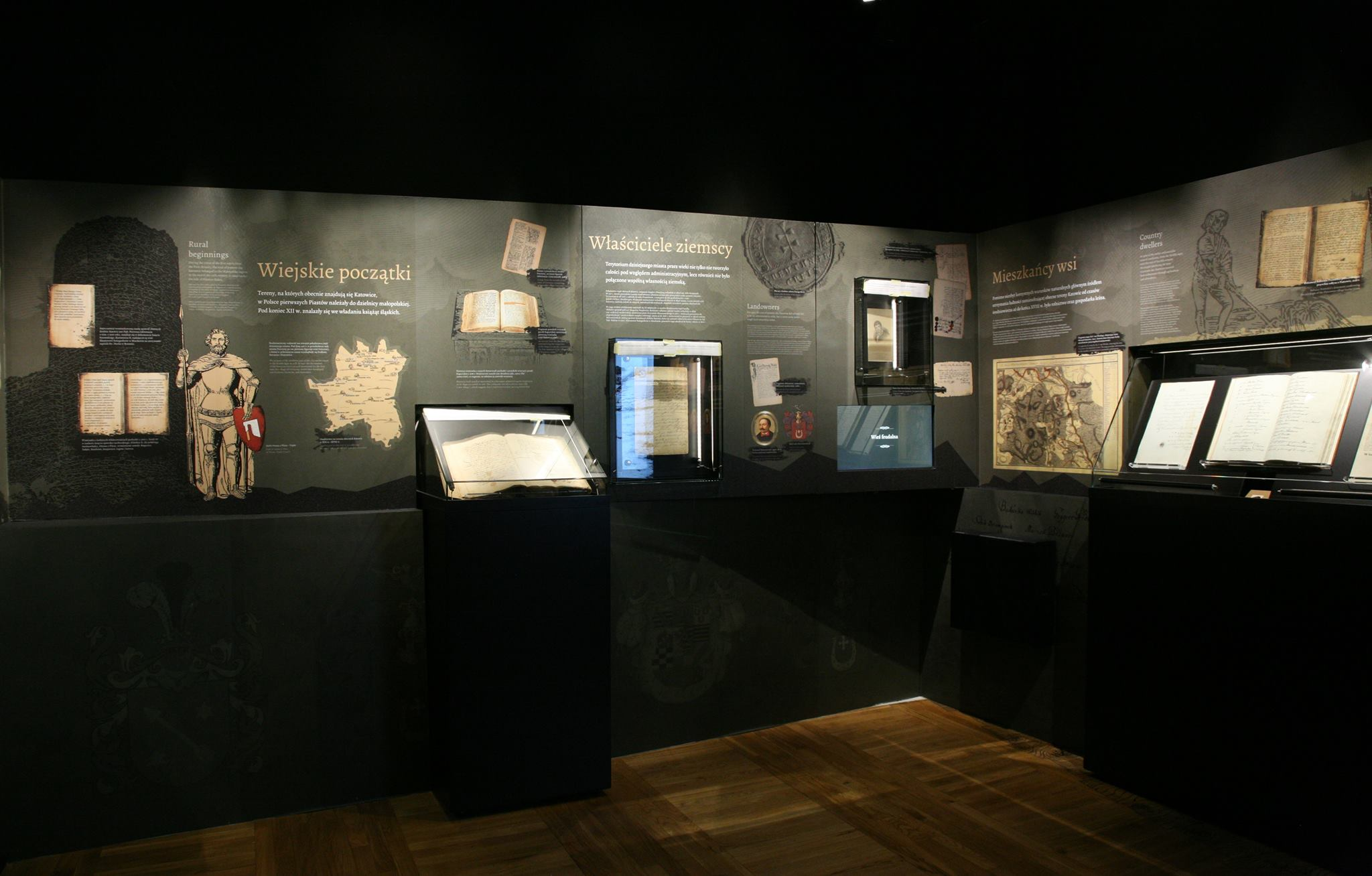
A Katowice története kiállítás

A két polgárlakás az épület első emeletén helyezkedik el. A 310 négyzetméteren elterülő gazdag polgárlakás hét helyiségből áll: fogadóhelyiség, szalon, budoár, étkező, dolgozószoba, gyerekszoba, hálószoba, előszoba. A helyiségek egymást követik, körben járhatóak be. A kisebbik és kevésbé elegáns lakásban egy előszoba két oldalán helyezkednek el a helyiségek, az egyik oldalon az étkező, egy kis nappali és a hálószoba, a másikon a konyha. A két lakás az első világháború előtti, virágzó gazdaságú város polgárságának lakáskultúráját mutatja be.
A Katowice történetét bemutató kiállítás első része az őskortól Katowice várossá válásáig (1865) mutatja be a város történetét, a második rész pedig az ezt követő időszakot öleli fel. Az interaktív elemekben gazdag kiállítás bemutatja, hogyan lett az apró faluból az évszázadok során modern város és a térség egyik legfontosabb ipari középpontja. A kiállítás első a része a várossá avatás 150. évfordulóján, 2015. szeptember 11-én nyílt meg, a második pedig 2018. szeptember 11-én.
A múzeumhoz tartozik még három állandó kiállítás Nikiszowiec városrészben; az első egy korabeli mosoda felszerelését mutatja be, a második az amatőr művészekből álló Janowska csoport műveit, a harmadik pedig egy régi munkáscsalád otthonába nyújt bepillantást.

## Fordítás
- Ez a szócikk részben vagy egészben  a   Muzeum Historii Katowic című német Wikipédia-szócikk ezen változatának fordításán alapul.  Az eredeti cikk szerkesztőit annak laptörténete sorolja fel. Ez a jelzés csupán a megfogalmazás eredetét és a szerzői jogokat jelzi, nem szolgál a cikkben szereplő információk forrásmegjelöléseként.

## Külső hivatkozások
- Hivatalos oldal